# Császári és Királyi Osztrák Államvasutak
A Császári és Királyi Államvasutak (császári-királyi, németül: k.k. Staatsbahnen), illetve 1915-től Császári és Királyi Osztrák Államvasutak (németül k.k. österreichische Staatsbahnen, rövidítve kkStB) az Osztrák–Magyar Monarchia osztrák felének (Ciszlajtánia) államvasútja volt 1884-től 1918-ig. E birodalomrész hivatalos megnevezése 1867–1915 között „A Birodalmi Tanácsban képviselt királyságok és országok”, majd 1915-től „Ausztria” voltak.

## Története
A Cs. és Kir. Államvasutak az 1873-as gazdasági válság – mely a magánvasutak építkezéseit megtorpanásra kényszerítette – következtében lezajlott második vasútállamosítási hullám nyomán jött létre. Számos, leginkább pénzügyileg sújtott magánvasút átvételével hatalmas hálózat birtokába jutott, melynek hossza 1918-ra elérte a 19 000 km-t.
Az első világháború után vonalai és járművei az utódállamok államvasútjainak birtokába kerültek a következők szerint:
- (Német-)Ausztria: Németosztrák Államvasutak (DÖStB)
- Lengyelország: Lengyel Államvasutak (PKP)
- Csehszlovákia: Csehszlovák Államvasutak (ČSD)
- Szerb–Horvát–Szlovén Királyság: Szerb-Horvát-Szlovén Királyság Vasutai (SHS–CXC)